# Transport rowerowy we Wrocławiu

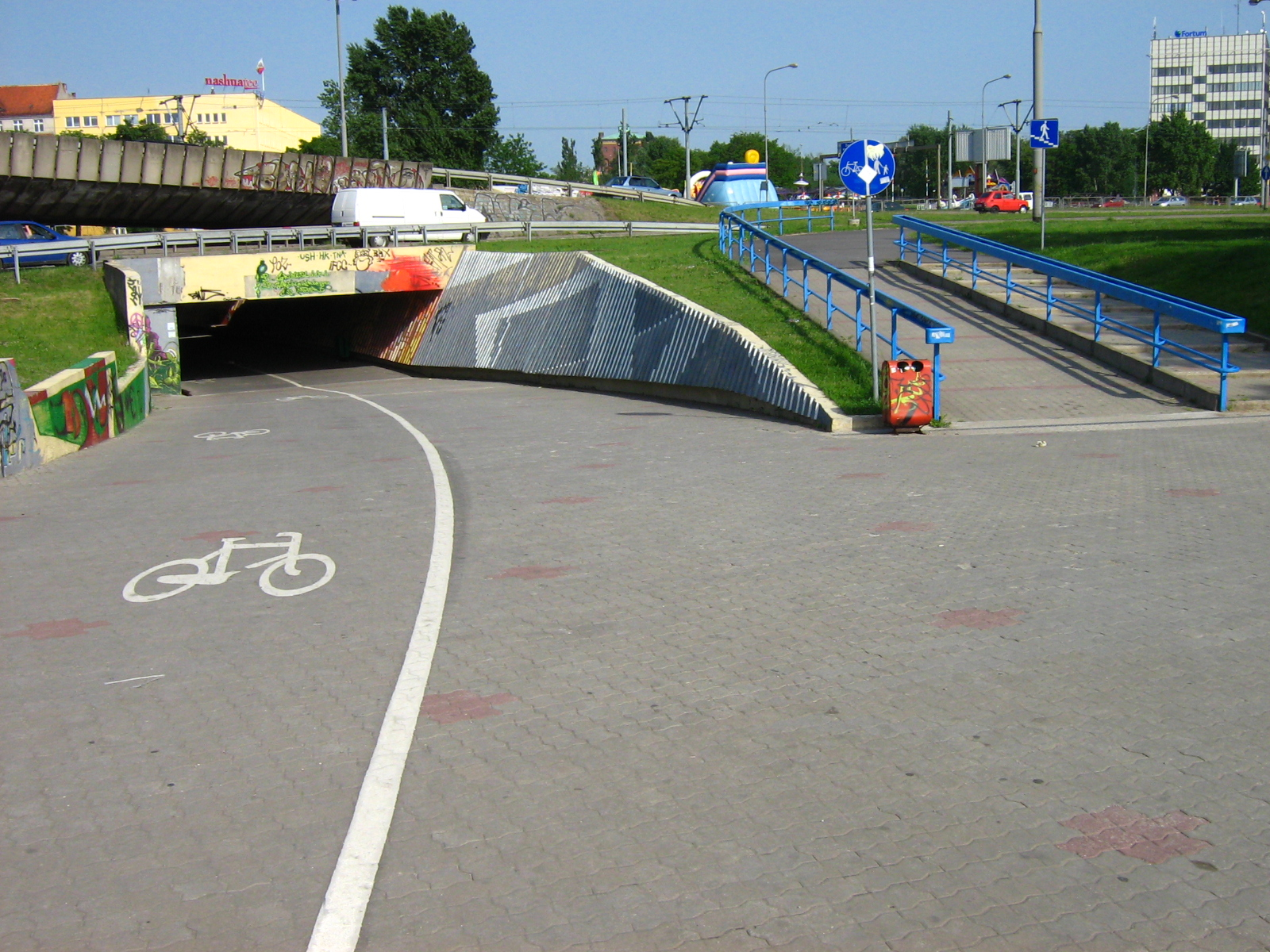
Przejście podziemne dla pieszych i rowerzystów pod placem Społecznym w pobliżu poczty i Urzędu Wojewódzkiego

Transport rowerowy we Wrocławiu – sieć wrocławskich dróg rowerowych należy do najbardziej rozbudowanych w kraju. W 1994 roku Zarząd Dróg i Komunikacji we Wrocławiu wystartował z inicjatywą określoną mianem „Program 100 km”, który zakładał wybudowanie dróg rowerowych o właśnie takiej łącznej długości. W roku 2015 na terenie miasta istniało 220 km dróg rowerowych, a w budowie było kolejne 20 km.

## Charakterystyka wrocławskich ścieżek
Zalety:
- Względnie duża liczba dróg rowerowych w porównaniu z innymi polskimi miastami.
- W wielu miejscach rowerzyści mają ułatwienia, jak chociażby żółte bloki postawione przy przejściach dla pieszych, dzięki którym rowerzysta nie musi zsiadać z roweru w czasie oczekiwania na zielone światło.
- Często osobna sygnalizacja świetlna dla rowerów.

Wady:
- Brak rozwiniętego systemu dróg rowerowych w centrum miasta, gdzie ruch rowerowy jest największy.
- Brak spójności systemu: nie ma możliwości swobodnego przejazdu między dzielnicami oraz dojazdu do centrum.
- Jakość części dróg jest niezadowalająca, zła nawierzchnia w wielu miejscach. Często jest to wypukła kostka brukowa (tzw. kostka Bauma).
- Źle zaprojektowane, w wielu miejscach krzyżujące się z pasem dla pieszych, mające zbyt wysokie krawężniki, itp.
- Częste i słabo widoczne szlabany na wałach przeciwpowodziowych (wiedzie nimi część dróg rowerowych).
- Drogi rowerowe często kończą się nagle, bez odpowiedniego oznakowania lub alternatywnej trasy, np. ddr przy al. Kasprowicza czy przy pasażu Grunwaldzkim.
- Wiele dróg jest bardzo wąskich, uniemożliwiających wymijanie się rowerzystów (np. ddr przy ul. Olszewskiego).

## Wróblewskiego

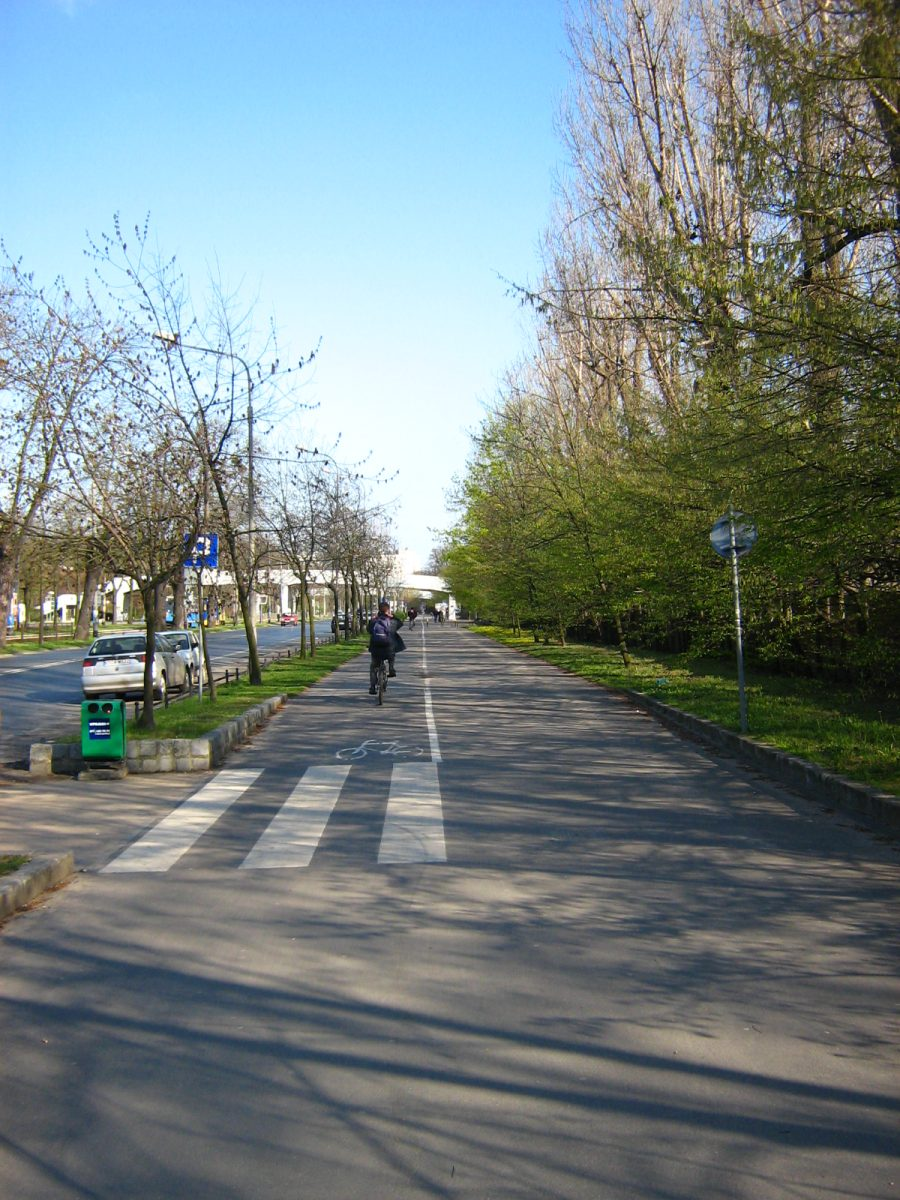
Widok w stronę akademików na ul. Wittiga

Droga rowerowa łącząca akademiki Politechniki Wrocławskiej (tzw. „teki” na ul. Wittiga) i most Zwierzyniecki. Jest poprowadzona m.in. obok wrocławskiego Zoo oraz, znajdującej się po przeciwległej stronie ulicy, Hali Ludowej. Praktycznie na całej długości jest to droga asfaltowa, jednak jej nawierzchnia nie jest w najlepszym stanie.

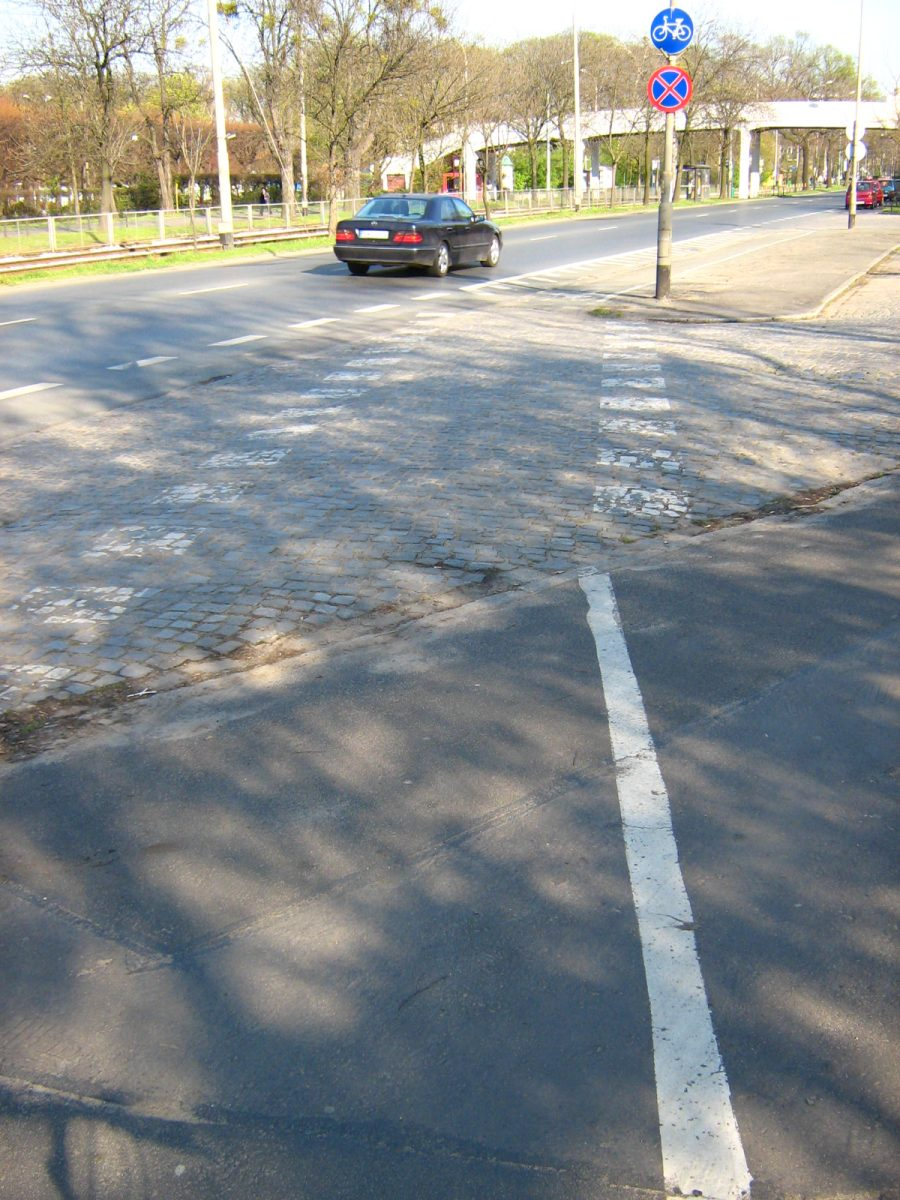
Przecięcie drogi rowerowej z zatoczką parkingową przed Zoo

Przy ulicy Olszewskiego ścieżka jest bardzo wąskim pasem położonym przy samej ulicy, oddzielonym od chodnika niewielkim pasmem zieleni. Szerokość ścieżki na tym odcinku skutecznie uniemożliwia wymijanie dwóch rowerzystów, dlatego większość z nich po prostu jeździ po przyległym chodniku. Innym powodem takiego zachowania rowerzystów jest bardzo niska jakość tego odcinka — w bardzo wielu miejscach korzenie rosnących drzew niebezpiecznie zniekształciły nawierzchnię ścieżki.
Przy ulicy Wróblewskiego ścieżka jest w dużej mierze współdzielona z chodnikiem dla pieszych, w innych miejscach jest od niego oddzielona malowanym pasem. Przy bramie głównej do ZOO, ścieżka przecina się w dość niewygodny dla rowerzystów sposób z zatoczką dla samochodów, wskutek czego również w tym miejscu rowerzyści często przejeżdżają chodnikiem dla pieszych.
Kolejnym utrudnieniem jest przystanek autobusowy, znajdujący się przy bocznej bramie ZOO. W tym jednym miejscu, na brukowanej nawierzchni prowadzącej do ogrodu zoologicznego można spotkać jednocześnie przystający autobus, rowerzystów, pieszych oraz ewentualne pojazdy korzystające z bramy wjazdowej.

## Wybrzeże Wyspiańskiego

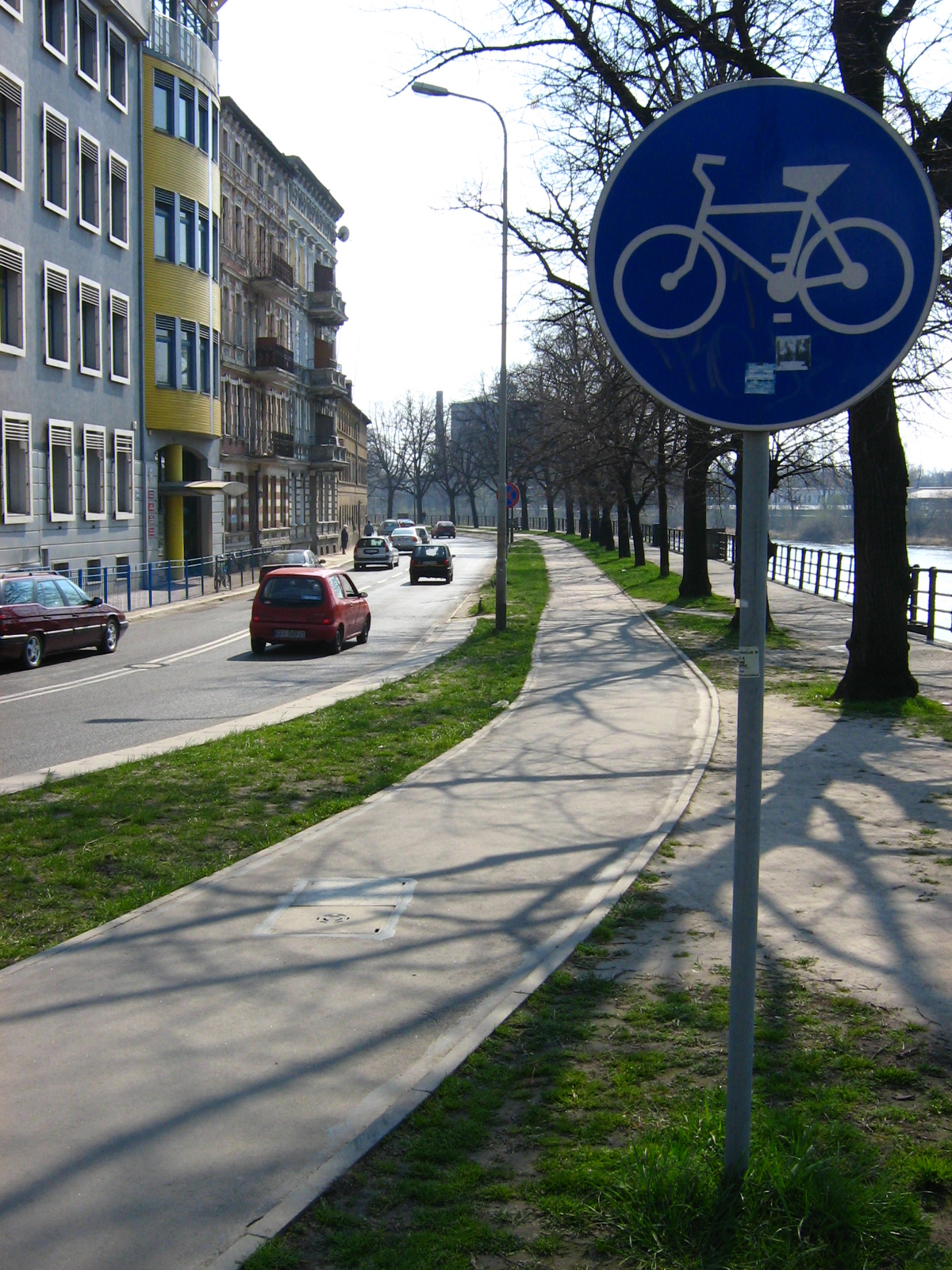
Widok w stronę mostu Zwierzynieckiego

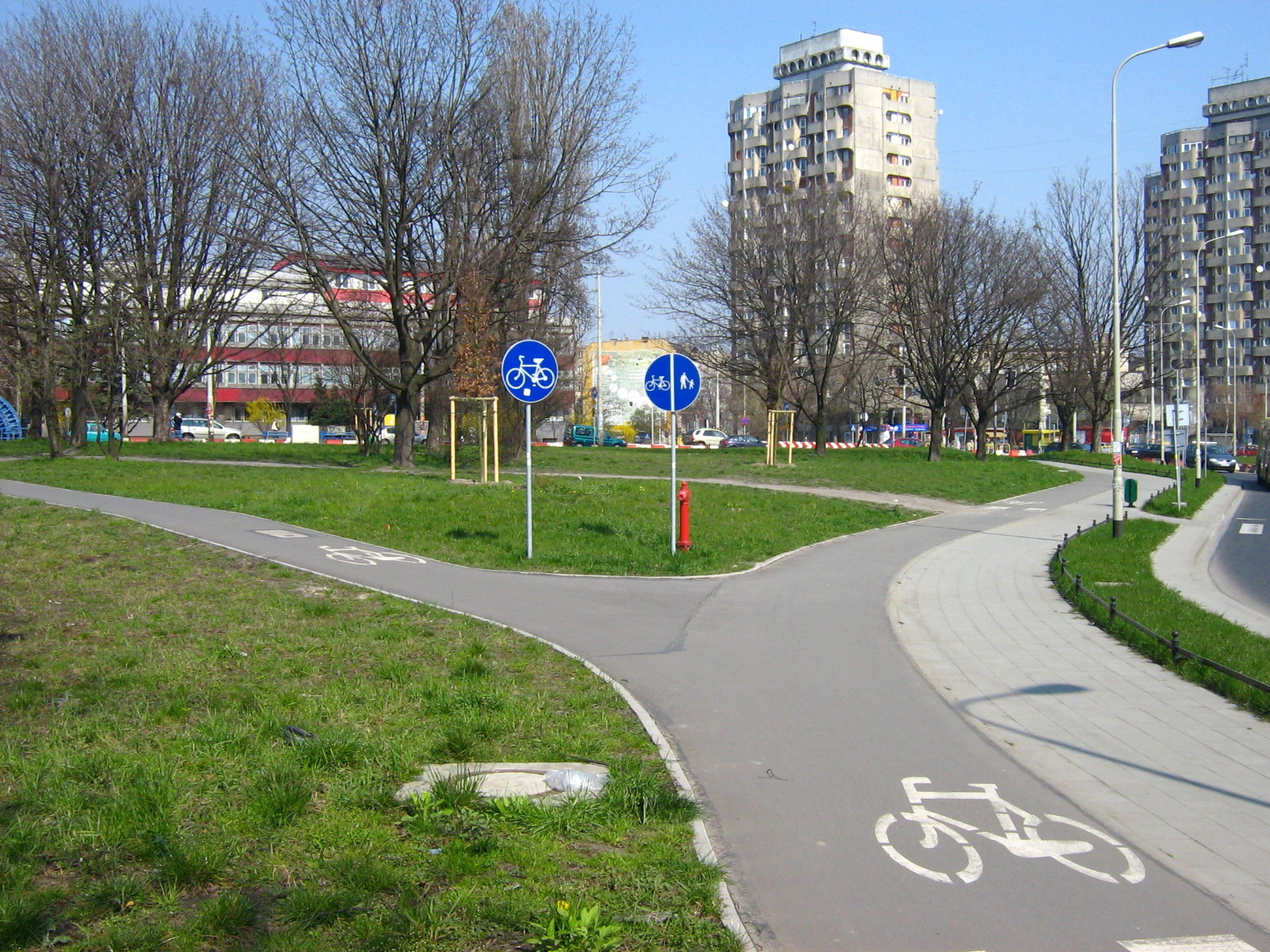
Rozwidlenie dróg niedaleko mostu Grunwaldzkiego

Droga usytuowana na całej długości wzdłuż Odry, łącząca mosty: Zwierzyniecki i Grunwaldzki. Prowadzi wzdłuż kampusu Politechniki Wrocławskiej (m.in. obok budynków A1, H3, H6, nowego C13 oraz stołówki).
Posiada dobrą nawierzchnię, głównie asfaltową, w mniejszej części z kostki brukowej. Jest wyraźnie oddzielona od chodnika dla pieszych, nie tylko malowaniem, ale także na pewnym odcinku jest poprowadzona całkowicie samodzielnie. Na skrajnej jej części, przy skrzyżowaniu z Placem Grunwaldzkim umiejscowione się podpórki, dzięki którym rowerzyści nie muszą zsiadać z rowerów podczas postoju na światłach.

## Podwale

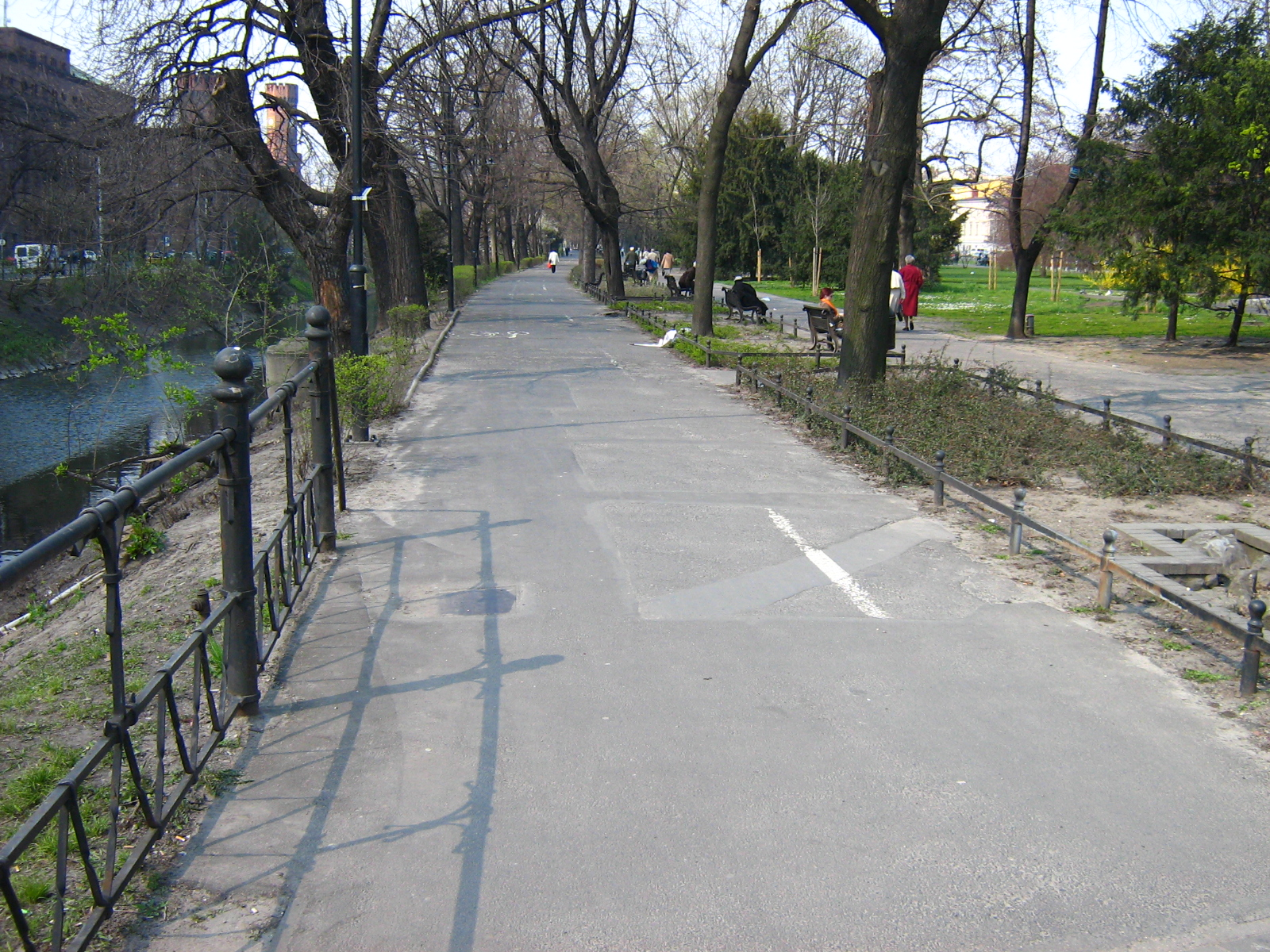
Fragment drogi w pobliżu Placu Wolności

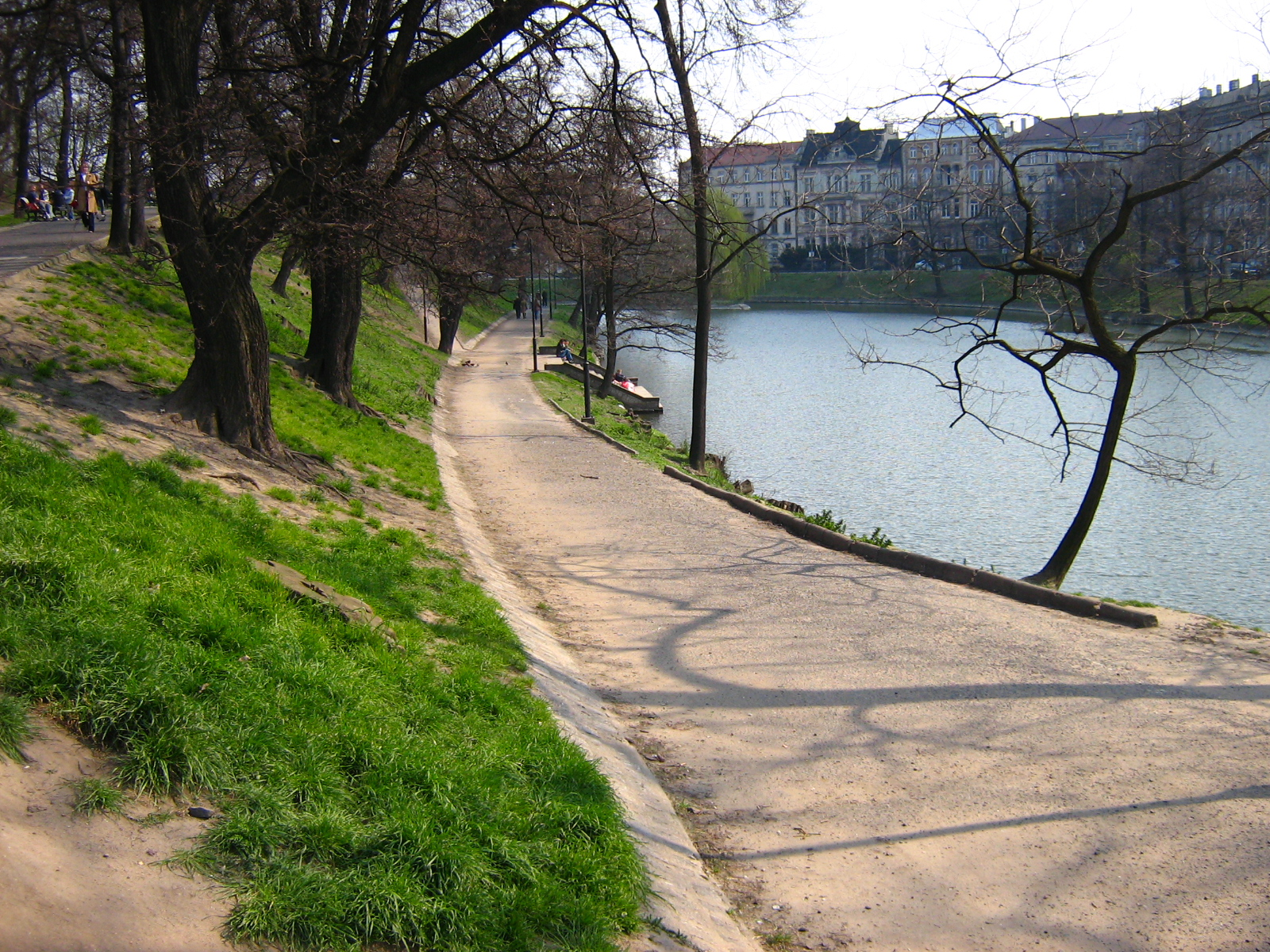
Fragment biegnący wzdłuż południowej części fosy miejskiej

Atrakcyjna turystycznie droga wzdłuż całego Podwala i Fosy Miejskiej, otoczona licznymi parkami zieleni.
Jakość drogi rowerowej pozostawia wiele do życzenia — większość znaków oraz linia oddzielająca pas rowerowy od pasa dla pieszych są zniszczone i nieczytelne. W niektórych miejscach, ścieżka bezpośrednio przylega do Fosy Miejskiej. Przy braku jakiegokolwiek odgrodzenia, zboczenie z drogi może spowodować poważny wypadek, z kąpielą w fosie włącznie.
Pokonując całą trasę, rozpoczynając od placu Jana Pawła II, przejeżdża się obok:
- kładki św. Antoniego,
- placu Wolności,
- Opery Wrocławskiej,
- Teatru Lalek,
- pomnika "Amor na Pegazie",
- pomnika Kopernika,
- Wzgórza Partyzantów.

Trasa kończy się w pobliżu Galerii Dominikańskiej.

## Niskie Łąki

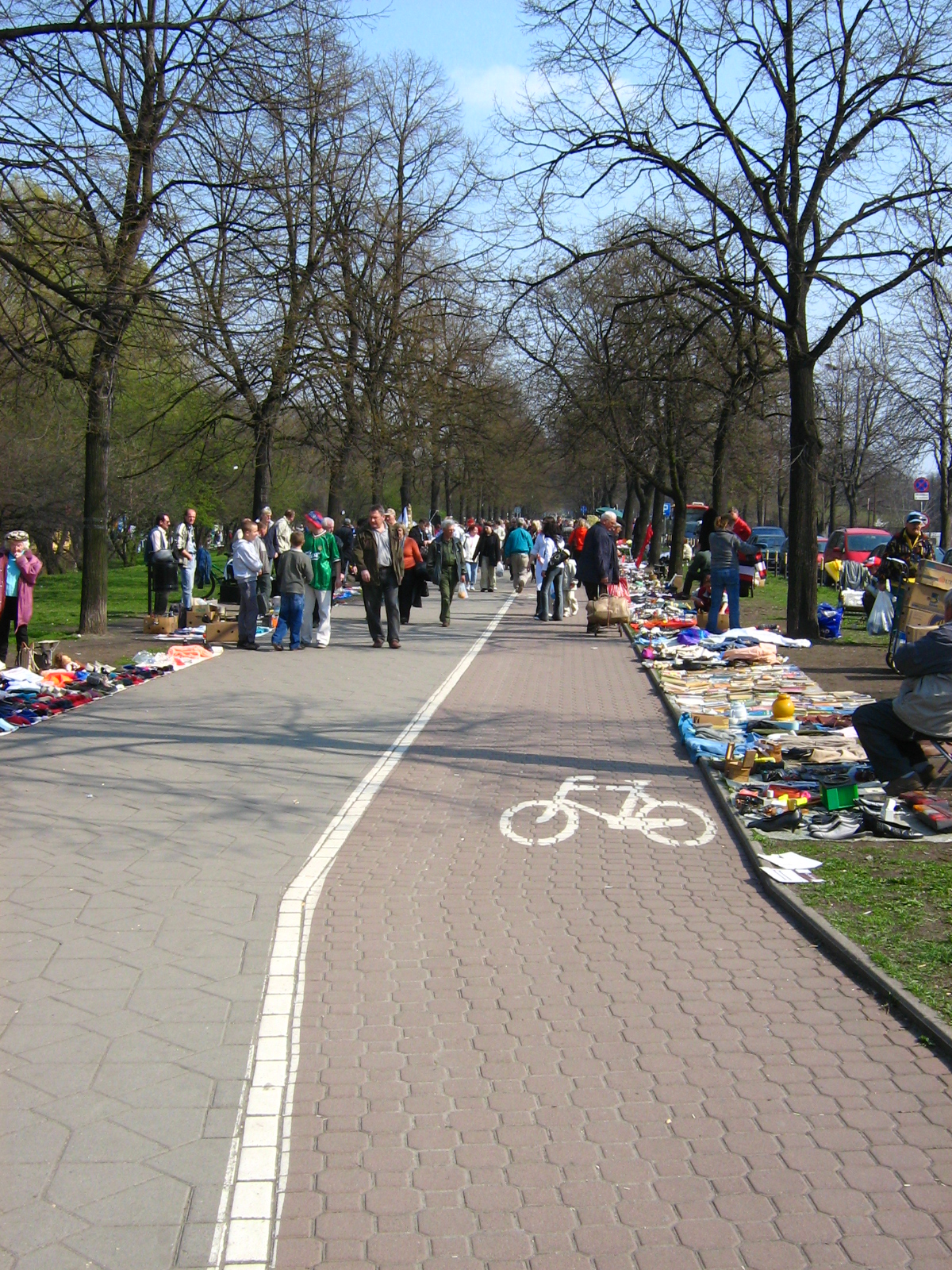
Droga zastawiona przez handlarzy

Droga rowerowa na Niskich Łąkach jest w dobrym stanie technicznym, jednak jest wykonana z kostki brukowej. Nie posiada zbyt wielu utrudnień ani zakrętów, dzięki czemu pozwala na bardzo szybkie przemieszczanie się na rowerze.
W niedużej odległości od jej końca na ul. Traugutta, droga prowadzi przez most nad Oławą. Następnie na długim prostym odcinku jest położona obok placu do nauki jazdy oraz stadionu KKS Polonii. Zakończona jest na ul. Międzyrzeckiej.

## Grobla

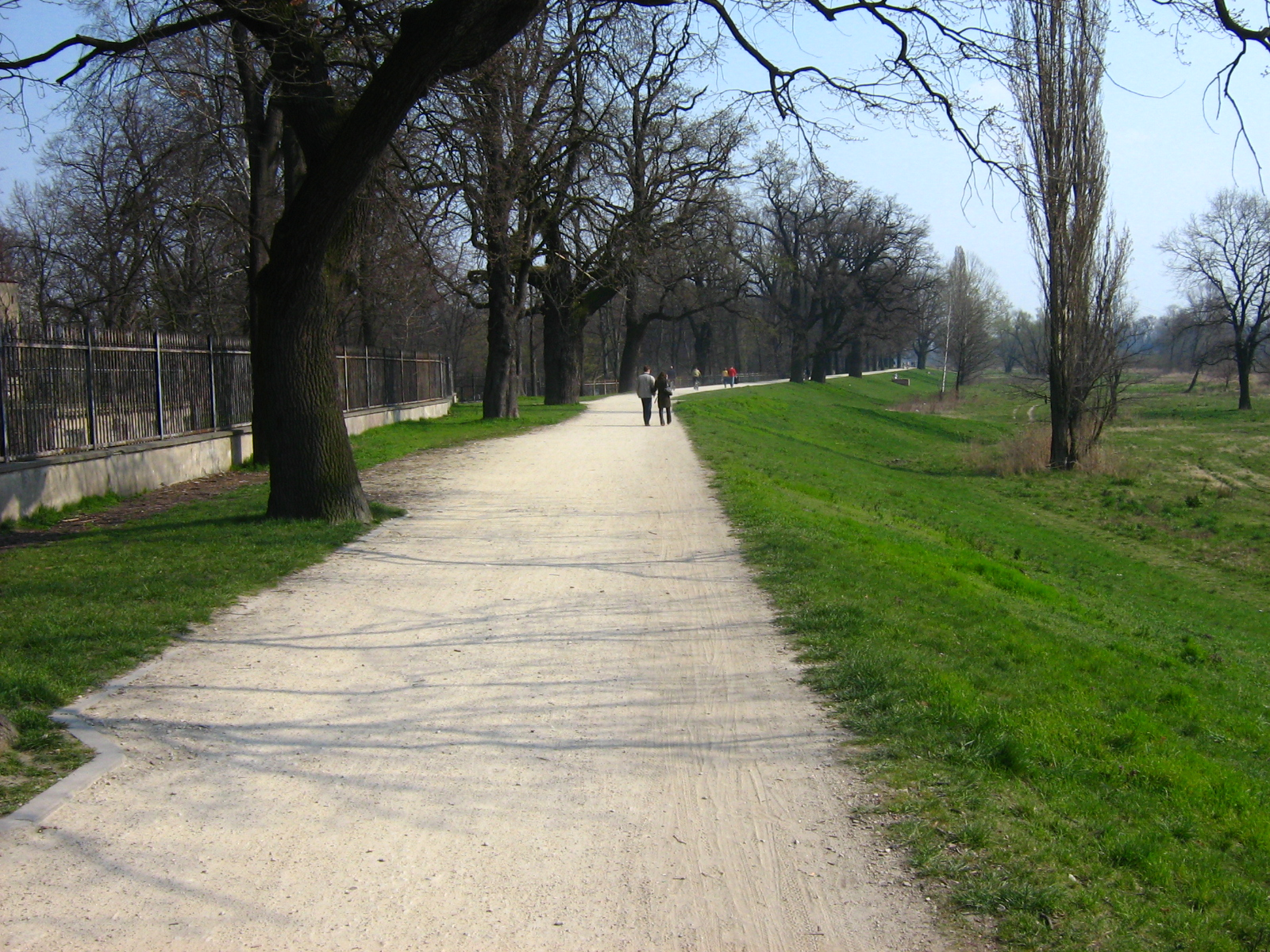
Widok drogi na wysokości ul. Wittiga

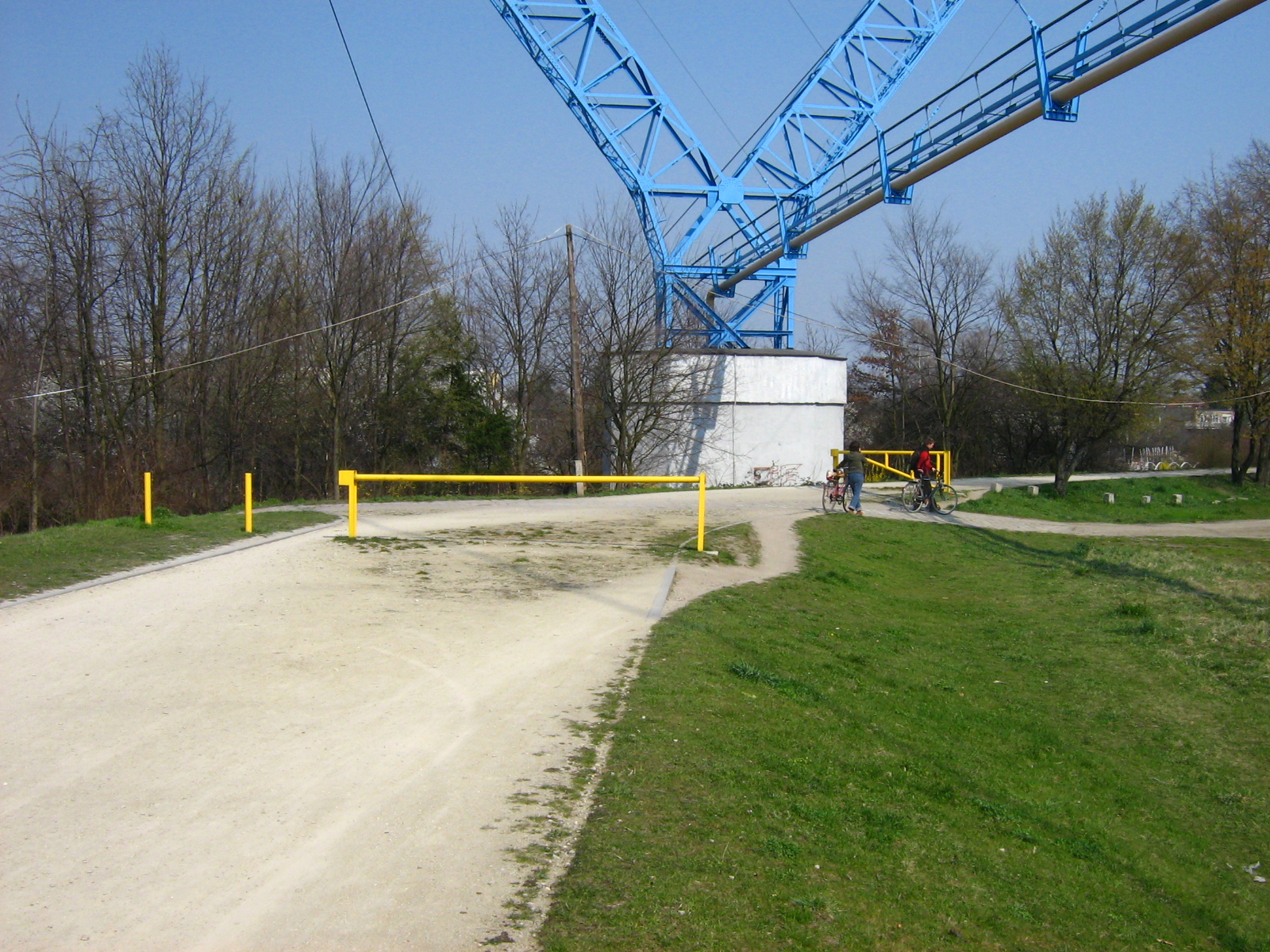
Barierki ustawione obok gazociągu, utrudniające przejazd

Droga prowadząca od Mostu Zwierzynieckiego do Jazu Opatowickiego i Mostu Bartoszowickiego, jednak wzdłuż rzeki a nie jezdni. Posiada nawierzchnię szutrową. Używana jest nie tylko przez rowerzystów, ale także biegaczy i spacerowiczów.
Zaraz po wjechaniu na drogę rowerową od strony Mostu Zwierzynieckiego, rowerzyści muszą ominąć nie najlepiej ustawioną barierę torującą wjazd samochodom. Kolejnym utrudnieniem jest dość ostry zakręt, przy pokonywaniu którego widoczność jest ograniczona przez ustawiony blisko drogi płot. Na tej wysokości drogi znajduje się Jaz Szczytniki.
Dalej, droga prowadzi wzdłuż wrocławskiego ogrodu zoologicznego. Przy tym odcinku znajduje się Kładka Zwierzyniecka, pozwalająca przedostać się niezmotoryzowanym na południowy brzeg Odry. Za zoo, znajduje się zjazd w kierunku miasteczka akademickiego Politechniki na ul. Wittiga. Droga biegnie również pod mostem gazowym, przecinającym Odrę.